# Otto Buchheister
Otto Heinrich Hugo Buchheister est un homme politique allemand né le 8 avril 1893 à Bornum et mort le 21 avril 1966 dans la même ville. Membre du Parti national-socialiste des travailleurs allemands (NSDAP), il siège au Reichstag de 1933 à 1936.

## Biographie
Buccheister naît à Bornum en actuelle Basse-Saxe. Il fréquente la Volksschule de son village natal, puis une école de perfectionnement (Fortbildungsschule) avant d'obtenir un diplôme à l'école ducale du bâtiment de Holzminden (herzogliche Baugewerkschule Holzminden) en 1913. Puis à partir de 1913, il suit une formation à l'école technique de Strelitz (de) en Mecklembourg.
Dès 1914, Buchheister participe à la Première Guerre mondiale avec le 204e régiment d'infanterie de réserve. Mais il se blesse au printemps 1915 et est congédié de l'armée au printemps 1917. Il s'installe ensuite à Bornum et commence sa carrière de maçon.
Il devient membre du NSDAP en 1929. Il est élu au Landtag de Brunswick (de) en 1930. Puis de novembre 1933 à mars 1936, il siège au Reichstag national-socialiste comme député de la circonscription 16 (Hanovre-Sud–Brunswick). Il se représente ensuite aux élections mais n'est pas réélu.
Buchheister est de confession luthérienne.